# 천주교 피렌체 대교구
피렌체 대교구(라틴어: Archidioecesis Florentina)는 이탈리아에 위치한 로마 가톨릭교회의 라틴 교회 소속 관구장좌 대교구이다. 14세기의 연대기 작가 조반니 빌라니에 따르면, 전통적으로 1세기에 세워졌다고 전해진다. 1420년까지 성좌 (교황령)의 직접 관할 하에 있었다.
피렌체는 교황 마르티노 5세에 의해 1419년 5월 10일 대교구로 지위가 승격되었다. 피렌체 대주교가 관할하는 교구 관구에는 아레초-코르토나-산세폴크로, 피에솔레, 피스토이아, 프라토, 산미니아토 관하 관구 등이 포함된다.
피렌체 대주교의 주교좌는 피렌체 대성당이다. 2024년 6월 이래로 게라르도 감벨리 대주교가 피렌체의 대주교로 재임 중이다.

## 역사
1322년 7월 29일, 교황 요한 22세는 피렌체 주교의 임명과 인준 권한을 교황에게 유보하였다.
1346년–1347년 가을과 겨울에 폭우로 인해, 밀과 더불어 포도, 올리브 등 경작물들이 쓰러졌다. 1347년 5월경 피렌체의 밀 가격이 두 배로 뛰었다. 남부 이탈리아, 시칠리아, 아프리카 등지에서 곡물을 수입하는 협정이 맺어졌지만, 식료품 운송 계약을 맺었던 시에나와 제노바의 상인들이 자신들의 도시를 위해 운송량의 절반을 남겨두었다. 피렌체 거주민 94,000명은 시의 자선에 의존했었고, 약 4,000명 가량이 굶어죽었다고 전해진다.
그러고 나서, 1348년 4월에, 흑사병으로 알려진 역병이 피렌체를 강타했다. 7월에 이르러 거의 100,000명 가까이가 사망했다. 역사가 조반니 빌라니는 피렌체와 그 인근에서 매일 거의 5명 중 3명 꼴로 사람들이 죽었다고 추론했다. 무엇보다 그 역시도 이 질병에 사망했다. 유명한 '데카메론' 도입문에서', 조반니 보카치오는 10만이라는 숫자를 반복하며 사회적 유대와 인간 감정의 붕괴에 대한 참혹한 세부 사항들을 서술한다.
피렌체에서 그 외 역병이 1325년, 1340년, 1344년, 1363년, 1509년, 1522년–1528년, 1630년 등에 일어났다.

### 피렌체 공의회
1438년, 바젤 공의회가 페라라로 옮겨왔고, 그런 와중에, 파벌이 두 개로 나뉘어 한 파벌은 바젤에 남아 자신들만의 자체적 교황 대립교황 펠릭스 5세를 선출해냈다. 페라라로 옮겨간 파벌은 얼마 못 가 역병 발발로 인해 도시를 떠나야만 했다. 이들은 교황 에우제니오 4세에 의해 피렌체에서 재소집되어, 피렌체 공의회가 되었는데, 1443년 로마로 옮겨갈 때까지 계속됐다.

### 사제단과 대성당
현재의 피렌체 대성당은 성모승천에 봉헌되어 있다. 본래는 세례자 요한에게 봉헌됐었고, 과거 마르스 신전이 있던 곳에 자리잡았다. 이 본 성당이 사제 및 필요한 의식에 비해 너무 작게 되자, 성 레파라타에게 헌정된 새로운 성당이 세워졌다.
816년, 신성 로마 황제 프랑크의 루트비히 1세는 Aix에서 공의회를 열었는데, 이때 성직자들과 여성 성직자들이 일정한 규율 (canons, regulae)에 따라 공동 생활을 하도록 명령되었다. 826년 교황 에우제니오 2세의 로마 시노드에서, 성직자들이 교회 옆 클로이스터에서 공동 생활을 하도록 명령되었다. 876년, 파비아 공의회에서 주교들은 성직자들이 공동 생활을 하도록 한 제10조를 시행했다: uti episcopi in civitatibus suis proximum ecclesiae claustrum instituant, in quo ipsi cum clero secundum canonicam regulam Deo militent, et sacerdotes suos ad hoc constringant, ut ecclesiam non relinquant et alibi habitare praesumant. 대성당은 다섯 명의 고위 성직자와 37명의 참사회원으로 구성된 사제단의 관리를 받았다. 공위성직자들에는 주임 신부, 대보제, 수석사제, 주임 사제 등으로 이뤄졌다.
피렌체 교구는 또한 12개의 참사회성당을 두었으며, 그 중 가장 중요하게 평가받는 곳은 산로렌초 성당이다.

### 교구 시노드
교구 시노드는 비정기적으로 열렸지만, 교구 주교와 사제들의 중요한 회의이었다. 시노드의 목적 첫 번째는 주교가 이미 공표한 다양한 교령들을 일반에 공포하는 것이었고, 두 번째는 주교가 휘하 사제들과 상의하기로 한 방안을 논하고 비준하기 위해서였고, 세 번째는 교구 시노드, 관구 시노드, 성좌의 법규, 교령 등을 발표하기 위해서였다.
- 1073년 - Raynerius.[17]
- 1139년 - Gottifredo degli Alberti.[18]
- 1310년 8월 13일 - Antonio D'Orso.
- 1327년 8월 1일 - Francesco di Silvestro.[19]
- 1343년 - Angelo Acciaiuoli seniore.
- 1346년 - Angelo Acciaiuoli[20]
- 1350년 3월 - Angelo Acciaioli seniore.
- 1372년 1월 13–14일 -Angelo Ricasoli.
- 1393년 7월 3일 - Onofrio Visdomini.
- 1415년 - Amerigo Corsini.
- 1446년 4월 22일 - Antonino Pierozzi.
- 1508년 - Cosimo Pazzi.
- 1517년 - Giulio de' Medici 추기경
- 1565년 3월 29일 - Antonio Altoviti.
- 1569년 5월 5일 - Antonio Altoviti.[21]
- 1573년 4월 9일 - Antonio Altoviti (관구 시노드)
- 1589년 3월 26일 – 6월 11일 - Alessandro de' Medici 추기경.[22]
- 1603년 6월 17일 - Alessandro de' Medici 추기경.[23]
- 1610년 5월 27일 - Alessandro Marzi Medici.
- 1614년 6월 4일 - Alessandro Marzi Medici.
- 1619년 5월 14–15일 - Alessandro Marzi Medici.[24]
- 1623년 5월 17일 - Alessandro Marzi Medici.[25]
- 1627년 5월 18일 - Alessandro Marzi Medici.[26]
- 1629년 5월 10일 - Alessandro Marzi Medici.[27]
- 1637년 6월 16일 - Pietro Niccolini.[28]
- 1645년 5월 17일 - Pietro Niccolini.[29]
- 1656년 4월 4일 - Francesco Nerli seniore. 추기경[30]
- 1663년 9월 26일 - Francesco Nerli seniore 추기경.[31]
- 1666년 9월 23일 - Francesco Nerli seniore 추기경.[32]
- 1669년 9월 25일 - Francesco Nerli seniore 추기경.[33]
- 1674년 9월 12일 - Francesco Nerli iuniore 추기경.[34]
- 1678년 8월 31일 - Francesco Nerli iuniore 추기경.[35]
- 1681년 8월 27일 - Francesco Nerli iuniore 추기경.[36]
- 1691년 9월 26일 - Jacopo Antonio Morigia.[37]
- 1699년 9월 24일 - Jacopo Antonio Morigia[38]
- 1710년 9월 10일 - Tommaso Bonaventura Della Gherardesca.[39]
- 1732년 9월 24일 - Giuseppe Maria Martelli.[40]
- 1905년 11월 21–23일  - Alfonso Maria Mistrangelo.
- 1936년 9월 10–12일 - Elia Dalla Costa 추기경.
- 1946년 5월 8–9일 - Elia Dalla Costa 추기경.
- 1988년 - Silvano Piovanelli 추기경.
- 1992년 - Silvano Piovanelli 추기경.[41]

## 피렌체 주교

### 1200년까지
- Felix (313년 확인)[42]

...
- Zenobius ( 376경–417)[43]

...
Mauritius ( –550년)
...
- Reparatus (679, 684년 확인)[45]

...
- Speciosus (716, 724년 확인)[46]

...
- Thomas (743년 확인)[47]

...
- Aliprandus (826, 833년 확인)[48]

...
- Rodingus (852년 확인)[49]
- Gerardus (853, 855년 확인)[50]
- Petrus (861년 확인)[51]
- Andreas (873, 876, 890년 확인)[52]

...
- Grasulphus (897, 898, 904년 확인)[53]

...
- Podo (Podio) (908년–926년 확인)[54]

...
- Raimbaldus (941, 964년 확인)[55]
- Sichelmus (966, 972년 확인)[56]

...
- Podio (Podius) (987년–999년 확인)[57]
- Guido (1004년–1007년 확인)[58]
- Ildebrandus (Hildebrand) (1008년–1024년 확인)[59]
- Lambertus (1025, 1028, 1032년 확인)[60]
- Atto (1036, 1037년 확인)[61]
- Gérard de Bourgogne (1045–1058)[62]
- Petrus Mezzabarba (1065년–1068년 확인)[63]

'교황좌 공석' (1068년–1071년)
토디 주교 Rodulfus (교황청 관리자)
- Rainerius (1071년–1113년 확인)[66]
- Gotefridus (1114년경–1146년경)[67]
- Actius (Atto) (1143년–1154년)[68]
- Ambrosius (1155년–1158년)[69]
- Julius (1158년–1182년 확인)[70]
- Bernardus (1182년-1187년)[71]
- Paganus (1087년–1090년)[72]
- Petrus (1190년–1205년)[73]

### 1200년부터 1411년까지
- Joannes de Velletri (1205년–1230년)
- Ardingus Trotti (1231년–1247년)[74]
- Philippus Fontana (1250년–1251년)
- Joannes de Mangiadori (1251년-1275년 이후)[75]
- Jacobus (Castelbuono), O.P. (1286년)[76]
- Andreas de Mozzi (1286년–1295년)[77]
- Franciscus de Monaldeschi (1295년–1302년)[78]
- Loterius della Tosa (1303년–1309년)
- Antonius Orso (1310년–1321년)
- Franciscus Silvestri (1323년–1341년)[79]
- Angelo Acciaiuoli, O.P. (1342년 6월 26일–1355년)[80]
- Francesco degli Atti (1355년–1356년)[81]
- Filippo dell'Antella (1357년–1363년)
- Pietro Corsini (1363년 9월 1일 임명– 1370년 6월 7일)[82]
- Angelo Ricasoli (1370년–1383년)[83]
- Angelo Acciaioli (1383년 임명 – 1385년 11월 20일)[84]
- Bartolomeo Uliari, O.Min. (1385년–1389년)[85]
- Onofrio Visdomini, O.E.S.A. (1390년–1400년)[86]
- Alamanno Adimari (1400년–1401년)[87]
- Jacopo Palladini (1401년–1410년)[88]
- Francesco Zabarella (1410년– 1411년 6월 17일)[89]

### 피렌체 관구장 주교

#### 1411년부터 1700년까지
- Amerigo Corsini (1411년–1434년)[90]
- Giovanni Vitelleschi (1435년– 1437년 8월 9일)[91]
- Ludovico Trevisano (Scarampi Mezzarota) (1437년–1439년)[92]
- Bartolomeo Zabarella (1439년 12월 18일 – 1445년 12월 21일 사망)[93]
- Antonino Forcilioni, O.P. † (1446년 1월 10일 – 1459년 5월 2일 사망)[94]
- Orlando Bonarli (1459년 6월 16일 – 1461년 사망)[95]
- Giovanni Neroni Diotisalvi (1462년 3월 22일 – 1473년 사망)[96]
- Pietro Riario, O.F.M. Conv. (1473년 7월 20일 – 1474년 1월 3일 사망)[97]
- Rinaldo Orsini (1474년 1월 28일 – 1508년)[98]
- Cosimo de' Pazzi (1508년 7월 5일 – 1513년 4월 8일 사망)[99]
- Giulio de' Medici (1513년 5월 9일 – 1523년)[100]
- Niccolò Ridolfi (1524년 1월 11일 – 1532년 10월 11일 사임)[101]
- Andrea Buondelmonti (1532년–1542년)[102]
- Niccolò Ridolfi - 두 번째 임기 (1543년–1548년)[103]
- Antonio Altoviti (1548년 5월 25일 – 1573년 12월 28일 사망)[104]
- Alessandro Ottaviano de' Medici (1574년 1월 15일 –1605년)[105]
- Alessandro Marzi de' Medici (1605년–1630년)[106]
- Cosimo de' Bardi (1630년 9월 9일 – 1631년 4월 18일 사망)[107]
- Pietro Niccolini (1632년 6월 7일 – 1651년 12월 1일 사망)[108]
- Francesco Nerli (seniore) (1652년 12월 16일 – 1670년 11월 6일 사망)[109]
- Francesco Nerli (iuniore) (1670년 12월 22일 – 1682년 12월 31일 사임)[110]
- Giacomo Antonio Morigia, B. (1683년 2월 15일 – 1699년 10월 23일 사임)[111]

#### 1700년 이후
- Leone Strozzi, O.S.B. (1700년 6월 21일 – 1703년 10월 4일 사망)[112]
- Tommaso Bonaventura della Gherardesca (1703년 11월 12일 – 1721년 9월 21일 사망)[113]
- Giuseppe Maria Martelli (1722년 3월 2일 – 1740년 2월 10일 사임)[114]
- Francesco Gaetano Incontri (1741년 5월 29일 – 1781년 3월 25일 사망)[115]
- Antonio Martini (1781년 6월 25일 – 1809년 12월 31일 사망)[116]
- Pietro Francesco Morali (1815년 3월 15일 – 1826년 9월 29일 사망)
- Ferdinando Minucci (1828년 1월 28일 – 1856년 7월 2일 사망)
- Giovacchino Limberti (1857년 8월 3일 – 1874년 10월 27일 사망)
- Eugenio Cecconi (1874년 12월 21일 – 1888년 6월 15일 사망)
- Agostino Bausa, O.P. (1889년 2월 11일 – 1899년 4월 15일 사망)
- Alfonso Mistrangelo, Sch. P. (1899년 6월 19일 – 1930년 11월 7일 사망)
- Elia Dalla Costa (1931년 12월 19일 – 1961년 12월 22일 사망)
- Ermenegildo Florit (1962년 3월 9일 취임 – 1977년 6월 3일 은퇴)
- Giovanni Benelli (1977년 6월 3일 – 1982년 10월 26일 사망)
- Silvano Piovanelli (1983년 3월 18일 – 2001년 3월 21일 은퇴)
- Ennio Antonelli (2001년–2008년)[117]
- Giuseppe Betori (2008년 9월 8일 – 2024년 4월 18일 은퇴)
- Gherardo Gambelli (2024년 6월 24일 - 현재)

## 참고 문헌

### 주교 관련 문헌
- Gams, Pius Bonifatius (1873). 《Series episcoporum Ecclesiae catholicae: quotquot innotuerunt a beato Petro apostolo》 (라틴어). Ratisbon: Typis et Sumptibus Georgii Josephi Manz. 747–748쪽.
- Eubel, Conradus, 편집. (1913). 《Hierarchia catholica》 (라틴어). Tomus 1 seco판. Münster: Libreria Regensbergiana.
- Eubel, Conradus, 편집. (1914). 《Hierarchia catholica》 (라틴어). Tomus 2 seco판. Münster: Libreria Regensbergiana.
- Eubel, Conradus; Gulik, Guilelmus, 편집. (1923). 《Hierarchia catholica》 (라틴어). Tomus 3 seco판. Münster: Libreria Regensbergiana.
- Gauchat, Patritius (Patrice) (1935). 《Hierarchia catholica》. Tomus IV (1592-1667). Münster: Libraria Regensbergiana. 2016년 7월 6일에 확인함. (in Latin)
- Ritzler, Remigius; Sefrin, Pirminus (1952). 《Hierarchia catholica medii et recentis aevi V (1667-1730)》. Patavii: Messagero di S. Antonio. 2016년 7월 6일에 확인함.
- Ritzler, Remigius; Sefrin, Pirminus (1958). 《Hierarchia catholica medii et recentis aevi》. Tomus VI (1730-1799). Patavii: Messagero di S. Antonio. 2016년 7월 6일에 확인함. (in Latin)
- Ritzler, Remigius; Sefrin, Pirminus (1968). 《Hierarchia Catholica medii et recentioris aevi sive summorum pontificum, S. R. E. cardinalium, ecclesiarum antistitum series... A pontificatu Pii PP. VII (1800) usque ad pontificatum Gregorii PP. XVI (1846)》 (라틴어) VII. Monasterii: Libr. Regensburgiana.
- Remigius Ritzler; Pirminus Sefrin (1978). 《Hierarchia catholica Medii et recentioris aevi... A Pontificatu PII PP. IX (1846) usque ad Pontificatum Leonis PP. XIII (1903)》 (라틴어) VIII. Il Messaggero di S. Antonio.
- Pięta, Zenon (2002). 《Hierarchia catholica medii et recentioris aevi... A pontificatu Pii PP. X (1903) usque ad pontificatum Benedictii PP. XV (1922)》 (라틴어) IX. Padua: Messagero di San Antonio. ISBN 978-88-250-1000-8.

### 연구 자료
- Barletti, Emanuele (1989). 《Il Palazzo arcivescovile di Firenze: vicende architettoniche dal 1533 al 1895》 (이탈리아어). Firenze: Il Torchio.
- Caponi, Matteo (2009). "Una diocesi in guerra: Firenze (1914-1918)." Studi Storici vol. 50, no. 1, 2009, pp. 231–255. JSTOR, www.jstor.org/stable/25677430.
- Cerracchini, Luca Giuseppe (1716). 《Cronologia sacra de' vescovi e arcivescovi di Firenze》 (이탈리아어). Firenze: Jacopo Guiducci.
- Cappelletti, Giuseppe (1861). 《Le chiese d'Italia dalla loro origine sino ai nostri giorni》 (이탈리아어). Tomo decimosesto (16). Venice: G. Antonelli. 409–712쪽.
- Faini, Enrico (2013), "I vescovi dimenticati. Memoria e oblio dei vescovi fiorentini e fiesolani dell'età pre-gregoriana," in: Annali di Storia di Firenze VIII (2013), pp. 11–49. (이탈리아어)
- Kehr, Paul Fridolin (1908). 《Italia pontificia》 (라틴어). Tomus Tertius: Etruria. Berlin: Weidmann. 7–72쪽.
- Lami, Giovanni (1758). 《Sanctae Ecclesiae Florentinae Monumenta: Quibus Notitiae Innumerae Ad Omnigenam Etruriae Aliarumque Regionum Historiam Spectantes Continentur》 (라틴어). Tomus I. Florence: Salutata. Lami, Giovanni (1758). 《Tomus II》. Lami, Giovanni (1758). 《Tomus III》.
- Lanzoni, Francesco (1927). Le diocesi d'Italia dalle origini al principio del secolo VII (an. 604),  Faenza 1927, pp. 573–584. (이탈리아어)
- Richa, Giuseppe (1757). 《Notizie istoriche delle chiese fiorentine divise ne'suoi quartieri》 (이탈리아어). Tomo sesto (6). Florence: Viviani. 264–360쪽.
- Ristori, G. B. (1896). "Alcune notizie sul palazzo del vescovo Fiorentino" in: 《Archivio storico italiano》 (이탈리아어). XVIII. Firenze: Leo S. Olschki. 1896. 58–65쪽.
- Schwartz, Gerhard (1907). Die Besetzung der Bistümer Reichsitaliens unter den sächsischen und salischen Kaisern: mit den Listen der Bischöfe, 951-1122. Leipzig: B.G. Teubner. pp. 207–210. (독일어)
- Ughelli, Ferdinando; Coleti, Niccolò (1718). 《Italia sacra sive De episcopis Italiæ, et insularum adjacentium》 (라틴어). Tomus tertius (3). Venice: apud Sebastianum Coleti. 3–194쪽.